# أندريه دو رييه

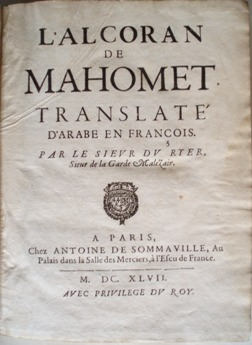
غلاف ترجمة القرآن - سنة 1647 م.

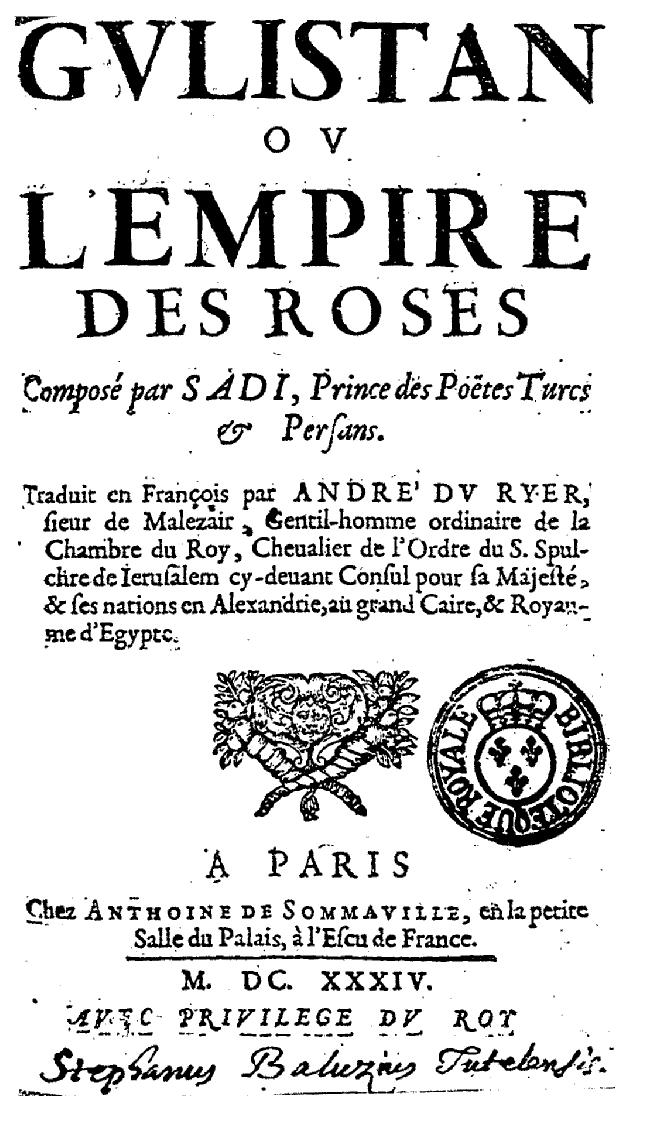
غلاف ترجمة الگلستان - 1634 م.

أندريه دو رييه (بالفرنسية: André du Ryer)‏ [ɑ̃dʁe dy ʁje] (نحو 1580 – 1660 م) هو مستشرق ودبلوماسي فرنسي.
كان قنصلاً عاماً لفرنسا في مصر. أتقن العربية والتركية والفارسية.

## آثاره
من آثاره:
- ترجمة القرآن إلى الفرنسية.
- «مبادئ نحو اللغة التركية».
- ترجمة «الگلستان» للشاعر الفارسي سعدي الشيرازي.[1]